# Phenacogrammus gabonensis
Phenacogrammus gabonensis är en fiskart som först beskrevs av Poll, 1967.  Phenacogrammus gabonensis ingår i släktet Phenacogrammus och familjen Alestidae. IUCN kategoriserar arten globalt som livskraftig. Inga underarter finns listade i Catalogue of Life.